# Cəmşid Məhərrəmov
Cəmşid Məhərrəmov (4 agosto 1983) è un ex calciatore azero, di ruolo centrocampista.

## Carriera

### Club
Ha sempre giocato nella massima serie del proprio paese con varie squadre.

### Nazionale
Debutta nel 2006 con la Nazionale azera.